# Thomas Cobham (Bischof)
Thomas Cobham (* um 1265; † 27. August 1327) war ein englischer Diplomat und Geistlicher. Ab 1317 war er Bischof von Worcester.

## Herkunft
Thomas Cobham war der sechste Sohn von John Cobham († 1300) und von dessen Frau, einer Tochter von Sir Robert Septvans. Sein Vater war ein Grundbesitzer mit Besitzungen in Cobham und Cooling in Kent. Über seine Jugend gibt es keine gesicherten Angaben, doch ab 1284 erhielt er vom Kathedralpriorat von Canterbury eine jährliche Pension von fünf Mark. Angeblich lehrte er als Regius an drei Universitäten. Zunächst lehrte er die Freien Künste an der Universität von Paris, ehe er 1292 Kanonisches Recht an der University of Oxford und später der University of Cambridge lehrte. Vor 1314 erlangte er in Cambridge den Grad eines Doktors der Theologie.

## Dienst als englischer Diplomat
Cobham trat als Beamter und Diplomat in den Dienst der Krone und wurde vor allem mit Verhandlungen mit Frankreich und mit Belangen der den englischen Königen gehörenden südwestfranzösische Gascogne betraut. Von 1305 bis 1306 war er im Auftrag von Eduard I. als Gesandter an der päpstlichen Kurie. Eduard II. beauftragte ihn im Dezember 1309, den Waffenstillstand mit Frankreich zu prüfen, wofür er dann im Februar 1310 dem Parlament berichten sollte. Im November 1310 wurde er mit anderen Gesandten in die Gascogne gesandt, wo er bis Frühjahr 1311 blieb. Als Anwalt des Königs sollte er im April 1311 Gesetze für die Gascogne prüfen und darüber dem Kronrat berichten. Am 20. Mai 1311 sollte er dann zu Verhandlungen nach Paris reisen, im weiteren Verlauf des Jahres sollte er zusammen mit Gilbert Peche in Montreuil Verhandlungen mit französischen Delegierten Verhandlungen führen. Dabei sollte er Entschädigungen für englische Kaufleute fordern, die aufgrund von Waffenstillstandsverletzungen Verluste erlitten hatten. Während der Krise nach der unerlaubten Rückkehr des königlichen Günstlings Piers Gaveston gehörte Cobham im Februar 1312 zu den Ratgebern des Königs in York, doch am 10. April reiste er von London aus nach Frankreich, um den englischen König zu entschuldigen, dessen Vasallendienst der französische König gefordert hatte. Am 4. Juni 1312 kehrte Cobham nach England zurück. Nach der Hinrichtung Gavestons durch oppositionelle Barone sandte Eduard II. Cobham im August 1312 zusammen mit Henry de Beaumont und dem Earl of Pembroke nach Frankreich, um den französischen König um Unterstützung für Eduard II. zu ersuchen. Im Herbst 1312 wurde Cobham als erfahrenen Diplomaten dann erlaubt, direkt mit Frankreich bezüglich der Gascogne zu verhandeln. Im Februar 1313 war er wieder als englischer Gesandter in Paris.

## Aufstieg als Geistlicher
Für seine Dienste erhielt Cobham zahlreiche Benefizien. Sein erstes Amt erhielt er 1288 von Erzbischof Johannes Peckham in Hollingbourne in Kent. 1306 erhielt er einen Dispens, damit er neben seinen Ämtern als Rektor von Hollingbourne, Boxley, Hackney und Rotherfield auch Kanoniker an den Kathedralen St Paul’s in London, in Hereford und Wells sein durfte. Vor 1301 wurde er Archidiakon von Lewes und 1312 Präzentor von York Minster. Trotz dieser Vielzahl von geistlichen Ämtern war er bis 1317 nur zum Subdiakon geweiht worden. Ende Mai oder Anfang Juni 1313 wurde Cobham von den Mönchen des Kathedralpriorats von Canterbury zum neuen Erzbischof von Canterbury gewählt. Dabei war er offenbar ein Kompromisskandidat und wurde vor allem wegen seiner Herkunft aus der Kirchenprovinz Canterbury gewählt. Cobham war zu der Zeit noch zusammen mit Eduard II. in Paris, wo er die Wahl am 8. Juni annahm. Der König zögerte jedoch mit seiner Zustimmung, und als eine Delegation der Mönche zur Kurie nach Avignon reiste, erfuhr sie, dass Papst Clemens V. am 27. April entschieden hätte, selbst den nächsten Erzbischof von Canterbury zu ernennen. Am 1. Oktober 1313 annullierte er die Wahl von Cobham und ernannte stattdessen Walter Reynolds, einen Vertrauten des Königs, zum neuen Erzbischof. Von zeitgenössischen Chronisten wurde die Ablehnung Cobhams kritisiert, doch angesichts des schwierigen Verhältnisses zwischen dem verstorbenen Erzbischof Robert Winchelsey und dem König war der Papst offenbar bestrebt, mit der Ernennung eines dem König genehmen Erzbischofs den Streit zu beenden.

## Bischof von Worcester

### Politische Tätigkeit als Bischof
Die gescheiterte Wahl zum Erzbischof beendete Cobhams Tätigkeit als Diplomat im Dienst der Krone. Als Entschädigung ernannte der Papst, offenbar durch aktive Förderung durch Erzbischof Reynolds, am 31. März 1317 Cobham zum Bischof der Diözese Worcester. Am 22. Mai 1317 wurde er in Avignon von Kardinal Niccolò Alberti zum Bischof geweiht und am 20. November wurden ihm die Temporalien der Diözese übergeben. Als Bischof versuchte Cobham nun zusammen mit den anderen englischen Bischöfen, zwischen dem König und dem mit diesen verfeindeten Earl of Lancaster zu vermitteln. Anfang April 1318 war er in Leicester, wo wahrscheinlich Verhandlungen zwischen den Bischöfen und einigen vermittelnden Baronen mit Lancaster stattfanden. Im Juni 1318 gehörte er zu den neun Bischöfen, die das Ergebnis der Verhandlungen bezeugten, das dann zum am 9. August geschlossenen Vertrag von Leake führte. Cobham bezeugte mit das Abkommen und gehörte zu den Mitgliedern des nach diesem Abkommen gebildeten ständigen Staatsrat. Nach dem Parlament von Oktober 1320 in Westminster berichtete er in einem Brief an die Kurie über seine Einschätzung der politischen Lage in England. Der König hätte sich rege an den Diskussionen während des Parlaments beteiligt, und Cobham glaubte, dass Eduard II. sich nun nach der Aussöhnung mit Lancaster wieder um die Tagesgeschäfte der Regierung kümmern würde. Schon bald musste Cobham seine Fehleinschätzung erkennen, als die Gier nach Besitzungen und Macht des königlichen Günstlings Hugh le Despenser zum Konflikt mit den Marcher Lords, dem sogenannten Despenser War führte. Während des Bürgerkriegs wurde auch Worcester geplündert und der Schrein des Heiligen Oswald in der Kathedrale entweiht. Durch die Vermittlung mehrerer Bischöfe wurde im Juli in London eine Einigung zwischen dem König und den Rebellen erreicht. Cobham war zu dieser Zeit zwar in London, doch er spielte bei den Verhandlungen offenbar keine Rolle. In den Verhandlungen hatte der König einwilligen müssen, dass Hugh le Despenser und sein gleichnamiger Vater aus England verbannt wurden. Ab Herbst ging der König militärisch gegen die Rebellen vor, während die Despensers nach England zurückkehrten. Der König versuchte, die Bischöfe zu einer Versammlung in der St Paul’s Cathedral im Dezember 1321, damit sie die Rückkehr der Despensers billigten. In seiner Antwort auf die Einladung antwortete Cobham, dass er es angesichts der Jahreszeit nicht rechtzeitig zu der Versammlung nach London schaffen würde, und generell wäre er dafür, dass über die Rückkehr der Despensers nicht nur die Bischöfe, sondern ein Parlament beraten sollte. Dem König gelang des 1322, die Rebellen vollständig zu besiegen. Die Bischöfe, die er der Unterstützung der Rebellen beschuldigte, unterstanden jedoch nicht der königlichen Gerichtsbarkeit, doch der König beschlagnahmte von mehreren Bischöfen die Temporalien. 1324 setzte sich Cobham vergeblich zugunsten der Bischöfe ein, deren Güter beschlagnahmt worden waren, und im November 1324 gehörte er zu den Bischöfen, die sich in London mit päpstlichen Gesandten trafen, um über einen Frieden im Krieg mit Frankreich zu beraten.
Cobham hielt noch an der Herrschaft von Eduard II. fest, auch nachdem Königin Isabelle im September 1326 mit einem Heer in England gelandet war, um die Herrschaft des Königs zu stürzen. Der kränkliche Cobham reiste daraufhin nach London, um dort an einem Treffen der Bischöfe teilzunehmen und um zu versuchen, Eduard II. mit seiner Frau Isabelle zu versöhnen. Dazu wollte er sich in London von einem Arzt behandeln lassen und auf die Fortführung von Prozessen am königlichen Gericht und am geistlichen Gerichtshof für Canterbury drängen. Weiter wollte er ein Gelübde zu erfüllen und eine Wallfahrt zum Schrein von Thomas Becket nach Canterbury machen. Da der König jedoch bereits aus London geflohen war, kam es zu keinen Verhandlungen, und wegen seiner Schmerzen konnte Cobham nicht nach Canterbury reisen. Er bat den mit ihm befreundeten Bischof Adam Orleton von Hereford, ihn bei der Königin zu entschuldigen, bot ihr die Nutzung seines Londoner Stadthauses an und hoffte, dass bald ein Parlament die politische Ordnung wiederherstellen würde. Er blieb in London und gehörte am 26. Oktober 1326 zu den Bischöfen, die sich angesichts der Unruhen in der Stadt voller Angst in Lambeth trafen. Aufgrund seiner Krankheit spielte er bei den darauf folgenden Ereignissen und beim Sturz der Regierung von Eduard II. keine aktive Rolle.

### Geistliche Tätigkeit
Aufgrund seiner politischen Tätigkeit konnte Cobham nach seiner Weihe nicht die Verwaltung seiner Diözese übernehmen. Als Vertreter ernannte er seinen Bruder James Cobham zum Generalvikar. Erst im März 1319, zwei Jahre nach seiner Ernennung zum Bischof, traf Cobham in Worcester ein. Am 28. Oktober 1319 wurde er in der Kathedrale von Worcester inthronisiert. Als Bischof verwaltete er fleißig und gewissenhaft seine Diözese. Im November 1319 führte er eine erste Visitation des Kathedralpriorats durch und im Dezember begann er mit einer Visitation seiner Diözese. Den Großteil der Visitation übernahmen zwar Beamte von ihm, doch Cobham besuchte persönlich viele Klöster. Die Visitation war 1321 noch nicht abgeschlossen, als er auf Anordnung des Königs zu Verhandlungen mit König Robert I. nach Schottland reisen musste. Als Bischof erlaubte er 155 und damit sehr vielen Priestern, ein Studium zu beginnen. Er führte die meisten Priesterweihen in seiner Diözese selbst durch, wobei er 1326 entgegen dem kanonischen Recht mehrere Männer am gleichen Tag erst zu Diakonen und dann zu Priestern weihte. Als er wegen Krankheit im Dezember 1323 für die Priesterweihen einen Vertreter ernennen musste, war dieser erst der zweite, der ihn bei Weihen vertrat. Nach langer und schwerer Krankheit starb er vermutlich in Hartlebury. Noch zu Lebzeiten stellte er Geld für den Bau eines Versammlungshauses für die Universität Oxford zur Verfügung, dass nördlich an die Universitätskirche St Mary the Virgin angrenzte. Das Haus sollte auch seine Bibliothek aufnehmen, doch um die weiteren Baukosten aufzubringen, mussten Cobhams Testamentsvollstrecker die Bücher an Adam Brome, den Provost von Oriel College verkaufen. Sein Messgeschirr und seine Messgewänder vermachte Cobham der Kathedrale von Worcester, wo er auch begraben wurde.

## Bewertung
Cobham war ein fähiger Diplomat und ein guter Beamter, doch kein machtbewusster Politiker. Trotz seiner diplomatischen und politischen Erfahrung hatte er während der politischen Krisen während der Herrschaft von Eduard II. nicht die politische Bedeutung wie die Bischöfe Adam Orleton und John Stratford.